# Dopamine (Purple Disco Machine)
Dopamine è un singolo di Purple Disco Machine con la collaborazione musicale della cantante olandese Eyelar, pubblicato dalla Sony Music il 27 agosto 2021 ed estratto dall'album Exotica.

## Video musicale
Il video, diretto da James Fitzgerald, è stato girato in Montenegro e pubblicato il 10 settembre 2021.

## Tracce
Download digitale
1. Dopamine (feat. Eyelar) – 3:37

Download digitale – The Reflex & Anna Lunoe Remix
1. Dopamine (feat. Eyelar) (The Reflex Revision) – 6:51
2. Dopamine (feat. Eyelar) (Anna Lunoe Remix) – 3:39

Download digitale – John Summit Remix Edit
1. Dopamine (feat. Eyelar) (John Summit Remix Edit) – 2:54

Download digitale – Matt Johnson Remix
1. Dopamine (feat. Eyelar) (Matt Johnson Remix) – 3:18

## Classifiche

### Classifiche settimanali
| Classifica (2021) | Posizione massima |
| ----------------- | ----------------- |
| Austria           | 52                |
| Belgio (Fiandre)  | 19                |
| Belgio (Vallonia) | 12                |
| Francia           | 192               |
| Germania          | 34                |
| Italia            | 97                |
| Paesi Bassi       | 48                |
| Polonia           | 5                 |

### Classifiche di fine anno
| Classifica (2022) | Posizione |
| ----------------- | --------- |
| Belgio (Fiandre)  | 158       |
| Belgio (Vallonia) | 140       |